# San Francisco Zapotitlán
San Francisco Zapotitlán est une ville du Guatemala.